# Campionati mondiali di beach volley 1997
Il torneo dei Campionati mondiali di beach volley 1997 si è svolto dal 10 al 13 settembre 1997 a Los Angeles (California, Stati Uniti d'America). Si è trattato della prima edizione ufficiale dell'evento, dopo dieci campionati non ufficiali svoltisi dal 1987 al 1996.

## Torneo maschile

### Podio
| Pos. | Atleti                                                                      |
| ---- | --------------------------------------------------------------------------- |
|      | Rogério Ferreira e Guilherme Marques (BRA)                                  |
|      | Canyon Ceman e Mike Whitmarsh (USA)                                         |
|      | Dain Blanton e Kent Steffes (USA) Paulão Moreira e Paulo Emílio Silva (BRA) |

## Torneo femminile

### Podio
| Pos. | Atlete                                                             |
| ---- | ------------------------------------------------------------------ |
|      | Sandra Pires e Jackie Silva (BRA)                                  |
|      | Lisa Arce e Holly McPeak (USA)                                     |
|      | Shelda Bede e Adriana Behar (BRA) Karolyn Kirby e Nancy Reno (USA) |